# Jean-Pierre Elkabbach
Jean-Pierre Elkabbach (nacido como Haïm Jean-Pierre El Kabbach; Orán, 29 de septiembre de 1937-3 de octubre de 2023) fue un periodista, actor y productor de cine y televisión francés.

## Biografía
Elkabbach nació el 29 de septiembre de 1937 en Orán, por entonces Argelia francesa, en el seno de una familia judía. Su padre, comerciante de tejidos, murió súbitamente en 1949 cuando él tenía once años.
Luego de obtener su bachillerato en el liceo Lamoricière, estudió en París, en el Instituto Francés de Prensa, en la Universidad de París y en el Instituto de Estudios Políticos. Comenzó su carrera de periodista en 1960 cubriendo la guerra de Argelia.
Se desempeñó en la Oficina de Radiodifusión televisión francesa ORTF y fue ascendiendo en la emisora France Inter. Posteriormente fue despedido por participar en las huelgas del mayo francés de 1968 y excluido de la profesión, lo cual obligó a que se radicara por un tiempo en Alemania.
Dos años más tarde regresó para convertirse en presentador en la televisión pública. Tras consagrarse presidente Valéry Giscard d'Estaing, en 1975 fue apartado de la televisión, motivo por el cual se refugió en la radio.
Dos años más tarde volvió a la televisión presentándose, junto al periodista Alain Duhamel, en «Cartas sobre la mesa», un programa dedicado a tratar temas de actualidad política por donde pasaron figuras de relevancia tales como el mismo Giscard d'Estaing, François Mitterrand o Jacques Chirac.
Entre sus entrevistados más distinguidos se destacan Georges Marchais, líder del Partido Comunista Francés, como así también François Mitterrand, particularmente al final de su segunda presidencia. A nivel internacional logró entrevistar a diferentes jefes de Estado como Yasser Arafat, Mijaíl Gorbachov, Nelson Mandela, Fidel Castro, Bill Clinton, Margaret Thatcher y Vladímir Putin.
De 1993 a 1996 se desempeñó como presidente de France 2 y France 3, de 1999 a 2009 fue presidente de la estación de televisión Public Sénat y durante el periodo 2005 a 2008 estuvo al frente de Europe 1.
En el plano familiar, fue padre de la actriz Emmanuelle Bach.

## Muerte
Jean-Pierre Elkabbach falleció el 3 de octubre de 2023, a los 86 años.

## Obras

### Libros
- Passion et longueur de temps. Fayard. 1989. ISBN 2-213-02330-1. (con Édouard Balladur)
- Taisez-vous, Elkabbach!. Flammarion. 1992. ISBN 2-08-064421-1. (con Nicole Avril)
- 29 mois et quelques jours. Grasset. 1997. ISBN 2-246-54341-X.

### Televisión
- François Mitterrand: conversations avec un président, documental filmado entre abril de 1993 y junio de 1994, emitido en France 2 en mayo de 2001 en cinco episodios.

## Filmografía
- El mal del siglo. 1975
- Vainilla y fresa. 1989
- Baron noir. 2016. Serie de TV
- En la sombra 2012-2016. Serie de TV